# ViViD
ViViD(ヴィヴィッド)은 일본의 록 밴드이다.